# Tim Myers
Tim Myers (Orange, 30 novembre 1986) è un cantautore, musicista e produttore discografico statunitense.
La sua musica è definita indie folk rock.
Myers è stato bassista degli OneRepublic dal 2004 al 2007.

## Biografia

### I primi anni
Nato e cresciuto nel sud della California, Myers vive a contatto con la musica sin dall'infanzia. Myers fu spinto a suonare il piano a cinque anni, e si diplomò in pianoforte all'età di tredici anni, età in cui iniziò a suonare anche chitarra e basso. Già dai quattordici anni Myers cominciò a scrivere le sue prime canzoni.
Myers è mancino, e suona chitarra e basso in una maniera inusuale: girando lo strumento al contrario Myers riesce a suonare con le corde tese con la destra. Il suo stile "upside down" è ispirato ai famosi chitarristi e bassisti mancini Jimi Hendrix e Paul McCartney.
Nel 2002, Myers si trasferisce a Los Angeles e diventa membro della band Limousine, della Interscope/Geffen Records. La band cambiò casa discografica nei primi mesi di lavoro del loro album di debutto.

### OneRepublic
Nel 2004, Myers incontra il fondatore degli OneRepublic, Ryan Tedder, e un compagno di scuola di Tedder, Zach Filkins, nel periodo in cui stavano cercando a Los Angeles dei nuovi componenti della band. Myers suonò il basso nella band dal 2004 al 2007. Dopo aver firmato un contratto con la Columbia Records, la band incise un certo numero di canzoni, per essere  utilizzate dalla casa discografica subito dopo aver reso famoso il loro album.
Myers lascia la band per intraprendere la carriera solista. Subito dopo è stato rimpiazzato dal bassista e violoncellista Brent Kutzle. La band diventò uno dei gruppi musicali più popolari grazie a MySpace e presto furono ingaggiati dalla Interscope Records sotto il Mosley Music Group diretto da Timbaland, il quale già conosceva Tedder personalmente e con il quale lavorava già dal 2001. La band incise un album completo, Dreaming Out Loud che fu pubblicato il 20 novembre 2007 negli Stati Uniti.
La band fu campione di incassi grazie al grande successo di Apologize, che diventò il pezzo più trasmesso dalle radio nella storia del North American Top 40 radio, secondo Billboard, ed è stata messa in onda più di 10.000 volte in una sola settimana.

### Carriera solista
L'11 gennaio 2007 Myers pubblicò l'EP Revolution EP. Le 6 canzoni contenute dell'album avevano in comune un messaggio politico pacifista. I testi richiamano il bisogno di dare una svolta e cambiare in positivo i tempi in cui viviamo. Il singolo "World War" si piazzò al terzo posto nella classifica di Triple A radio.
A Revolution Song con la partecipazione vocale di Colbie Caillat.
Il 3 maggio 2007 il brano Momma's Boy di Mayers fu uno dei pezzi che fu utilizzato nell'episodio speciale di due ore della serie tv Grey's Anatomy. "Momma's Boy" fu inserito nell'album della colonna Sonora della terza stagione di Grey's Anatomy che ebbe un buon successo commerciale.
Il brano di Myers "A Place We Used to Know" appare anche nel telefilm Private Practice. Altri pezzi di Myers sono stati utilizzati nella serie tv americana One Tree Hill.
Il 7 gennaio 2008 Myers incise un nuovo album dal titolo The Good Life EP. A differenza del precedente, quest’album non tratta temi impegnativi, è molto più ottimista e spensierato. La canzone Magic fa parte della colonna sonora del film della Walden Media/Sony Pictures Entertainment The Water Horse - La leggenda degli abissi insieme a Sinéad O'Connor. Il singolo A Beautiful World è stato trasmesso da diverse emittenti radiofoniche di tutti gli Stati Uniti.
Nei primi mesi del 2008, il brano di Myers A Beautiful World è stata utilizzata dalla Target e dalla Canon a scopi pubblicitari, rendendo Myers molto popolare.
Good Morning America also played "A Beautiful World" in a segment called "Your 3 Words."